# Microcharon alamiae
Microcharon alamiae är en kräftdjursart som beskrevs av Boulanouar, Yacoubi-Khebiza, Boutin och Nicole Coineau 199. Microcharon alamiae ingår i släktet Microcharon och familjen Microparasellidae. Inga underarter finns listade i Catalogue of Life.